# AVGP
Los AVGP (Armoured Vehicle General Purpose; ‘vehículo blindado de propósito general’) son una serie de tres vehículos blindados de combate encargados por las Fuerzas Canadienses en 1977. Las tres versiones del AVGP son un transporte blindado de personal, un vehículo de apoyo de fuego y un vehículo blindado de recuperación; denominadas Grizzly, Cougar y Husky respectivamente. Estos vehículos están basados en la versión de seis ruedas (6×6) del vehículo blindado suizo MOWAG Piranha I. Originalmente disponían de todos los elementos para uso anfibio, pero en modernizaciones recientes se le eliminó el sistema de conducción por mar porque ya no se utilizaba y su mantenimiento resultaba caro.

## Variantes

### Grizzly
- Transporte blindado de personal (APC).[6]
- Tres tripulantes: comandante, conductor y artillero.[6]
- Diseñado para transportar una sección de infantería (6 soldados).[6]
- Monta una Cadillac-Gage de 1 metro, armada con una ametralladora pesada M2 de 12,7 mm y una ametralladora media C6 de 7,62 mm.[6][8]

### Cougar
- Usado para entrenar tripulaciones de carro de combate y como vehículo de apoyo de fuego en misiones internacionales.[5]
- Tres tripulantes: comandante, conductor y artillero.[5]
- Transporta 2 soldados en la parte trasera.
- Monta la torreta del vehículo de reconocimiento británico Scorpion con un cañón de 76 mm como arma principal y una ametralladora C6 como arma secundaria.[5]

### Husky
- Vehículo blindado de recuperación (ARV).[7]
- Dos tripulantes: conductor y técnico.[7]
- Diseñado para proporcionar apoyo mecánico a otros vehículos.[7]

## Usuarios
Canadá

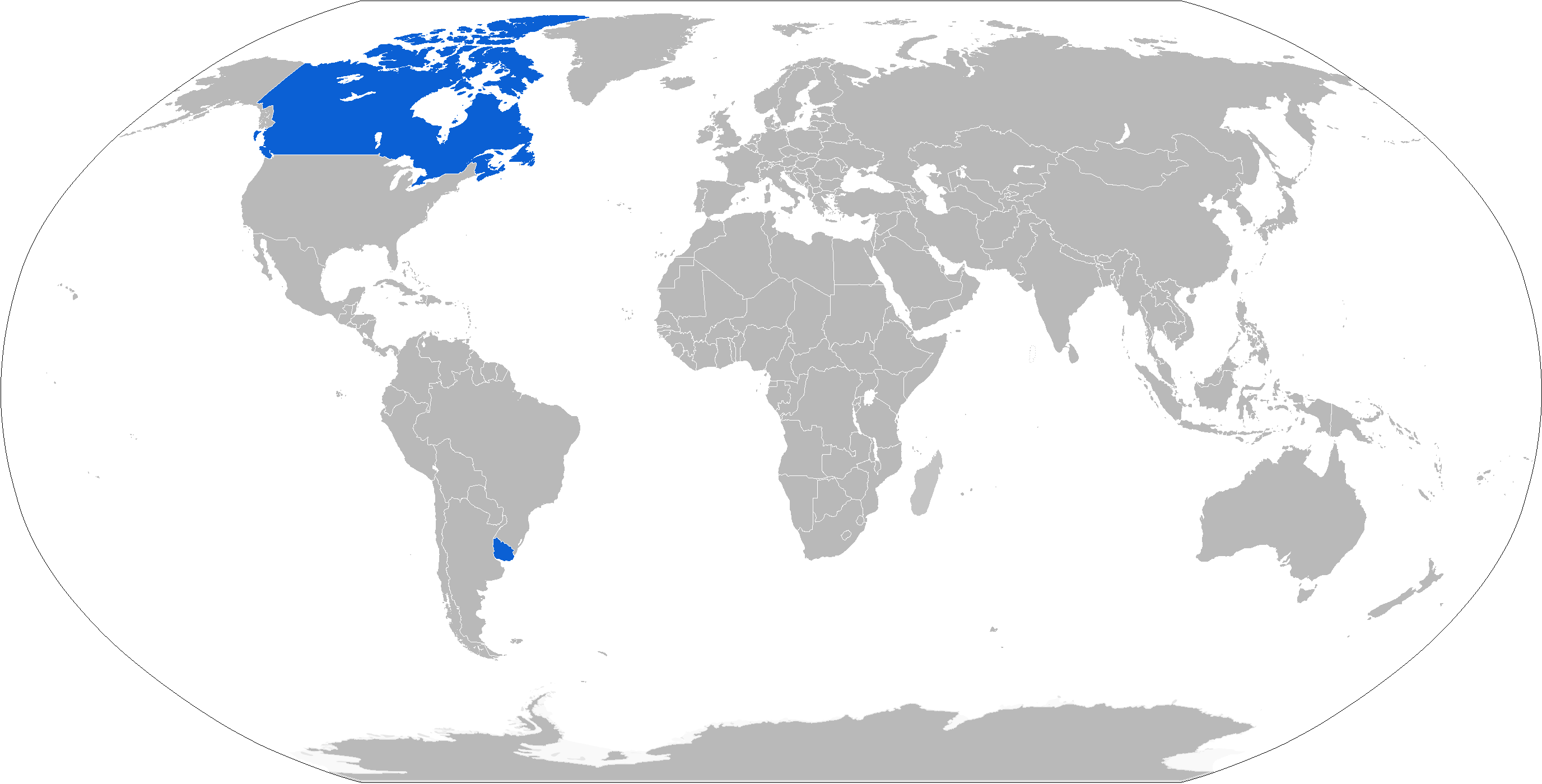
Usuarios del AVGP en azul.

- Mando de la Fuerza Terrestre de las Fuerzas Canadienses
- Real Policía Montada Canadiense

Unión Africana
- Misión de la Unión Africana en Sudán - 100 vehículos Grizzly (1 perdido en combate) y 5 Husky.[9]

 Uruguay
- Ejército de Uruguay - 150 vehículos Cougar.[10] 98 Grizzly y 5 Husky procedentes directamente de la Misión de la Unión Africana en Sudán.

### Desarrollos relacionados
- Piranha I
  -  AVGP
  -  LAV-25
    -  ASLAV
- Piranha II
  -  Bison
  -  Coyote
- Piranha IIIH
  -  LAV III
    -  Stryker
    -  NZLAV
- Piranha IV